# Little Joe
Little Joe byla americká raketa používaná k testovacím letům programu Mercury. Raketa byla navržena jako levná náhrada za rakety Atlas a Redstone, jejichž cena byla pro potřeby jednoduchých suborbitálních letů příliš vysoká. Pohon obstarává šest až osm raketových motorů na tuhé pohonné látky spojených dohromady. Raketa byla vyráběna v několika verzích, podle počtu a typu použitých motorů. Stabilizace během letu byla zajišťována velkými stabilizačními křidélky, která dávají raketě její nezaměnitelný vzhled. Celkem se uskutečnilo osm testovacích letů, při nichž dvakrát selhala.

## Program Little Joe
V počátcích projektu Mercury hledala NASA raketu vhodnou pro testovací lety bez posádky. Měly to být hlavně aerodynamické testy kapslí pro posádku, testy únikového systému a dalších systémů. Jediné rakety přicházející v úvahu byly armádní Redstone a Atlas letectva. Jejich ceny však byly značné, Atlas vyšel na 2,5 milionu dolarů a Redstone přibližně na jeden milion (v cenách roku 1959). Bylo tedy rozhodnuto o vývoji vlastního nosiče, jenž bude jednoduchý a levný, plánovaná cena se měla pohybovat kolem 200 000 dolarů.

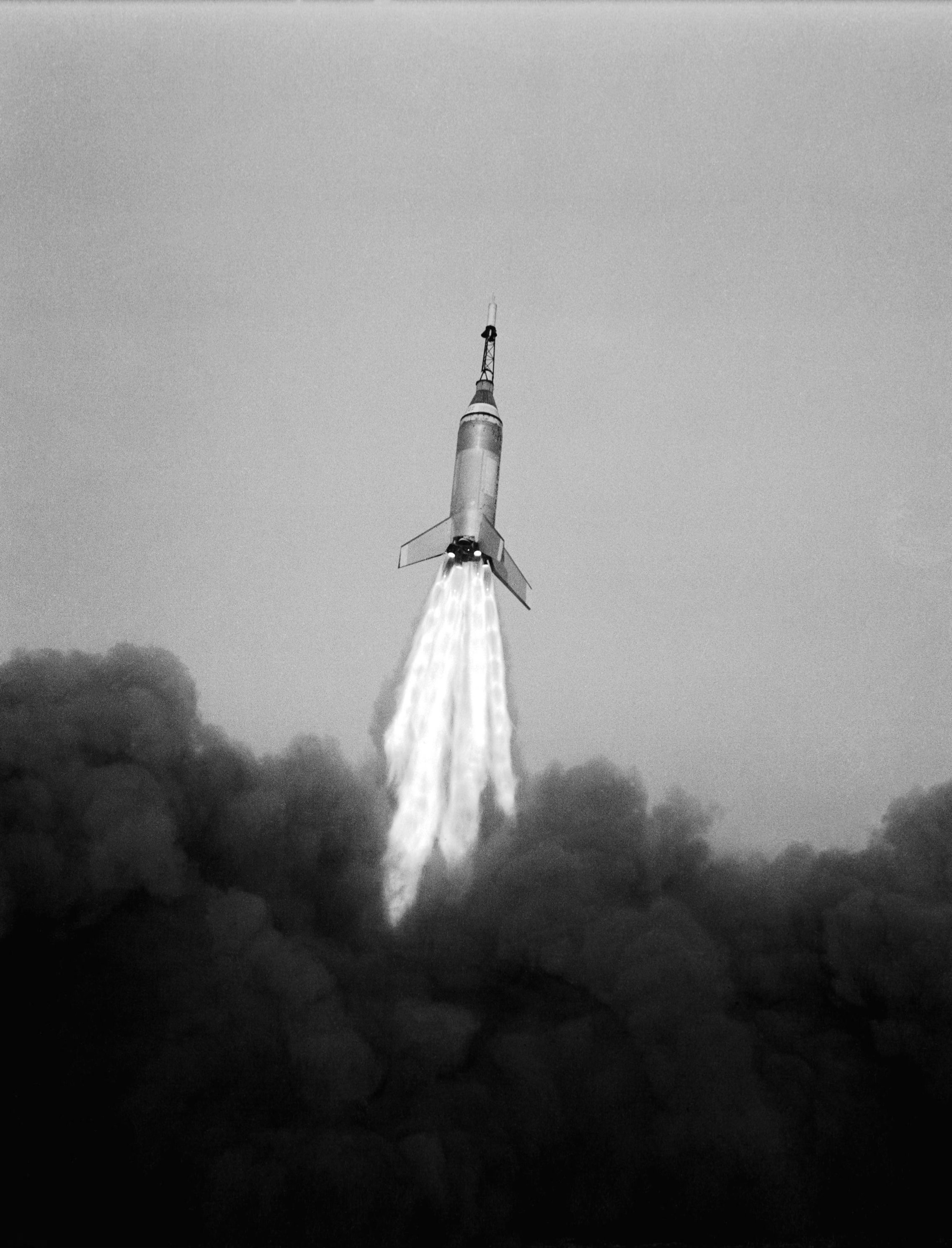
Little Joe 6 - 4. října 1959

Již v lednu 1958 pracovali Max Faget a Paul Puser ve Wallops Flight Facility na projektu High Ride, jenž se zabýval možnostmi spojení čtyř raket Sergeant pro pohon kapsle s posádkou nad hranici stratosféry. High Ride byl však opuštěn, stejně jako von Braunův projekt Adam, který byl považován spíše jako kaskadérský kousek, než seriózní vědecký projekt. V druhé polovině roku 1958 byly prováděny aerodynamické testy kapslí Mercury při volném pádu, ačkoli byla získaná data důležitá, stále rostla potřeba získat reálná data z počáteční, vzestupné fáze letu, kdy je raketa hnána motory. V srpnu 1958 byly stanoveny požadavky a specifikace nového nosiče, měl být schopen vynést kapsli v plné velikosti i hmotnosti do výšky 100 mil (~160 km). V říjnu 1958 začali inženýři v NASA pracovat na návrzích nosiče, postaveného na základě High Ride, který byl přejmenován na Little Joe.
Hlavním cílem relativně malého a jednoduchého nosiče byla úspora peněz. Měl za úkol provést řadu letových testů a prověřovat nová konstrukční řešení spojená s vývojem kosmické lodi s posádkou. Hlavní testy spočívaly v ověření funkčnosti únikového systému a sledování chování kapsle při vstupu do atmosféry za reálných podmínek. Kvůli rychlejšímu vývoji byla raketa co nejjednodušší a postrádala jakoukoli elektroniku a navádění. Výkonově byla srovnatelná s raketou Redstone a mohla vynést i stejně rozměrný náklad. Cena však byla oproti Redstonu pětinová, provozní náklady byly také mnohem nižší, vývoj byl jednodušší a raketa mohla startovat z existujících ramp na Wallops Flight Facility. Do výběrového řízení na výrobu trupu rakety se přihlásilo celkem 12 firem. Tendr nakonec 29. prosince 1958 vyhrála společnost North American Aviation, která se hned dala do práce. Bylo objednáno celkem 7 trupů raket a jedna mobilní odpalovací rampa.
Little Joe byl jeden z průkopnických projektů využívající několik spojených motorů na tuhé pohonné látky. Díky spojení čtyř raket odvozených od MGM-29 Sergeant a dalších čtyř pomocných raket Recruit (Thiokol XM-19), dosahoval tahu až 1020 kN. To mu dávalo dostatek síly k vynesení 1800 kilogramů po balistické dráze do výšky 160 kilometrů. Na prvním stupni se používaly dva typy raket, Castor a Polux, oba typy byly odvozeny od MGM-29 Sergeant a vyráběla společnost Thiokol. Polux byl větší, silnější a hořel déle. Na úspěch Little Joe navázal v roce 1963 Little Joe II, který sloužil jako testovací raketa v programu Apollo.

## Mise
| Mise          | Datum            | Trvání   | Popis                                           |
| ------------- | ---------------- | -------- | ----------------------------------------------- |
| Little Joe 1  | 21. srpen 1959   | 00 m 20s | Test únikového systému při letu                 |
| Little Joe 6  | 4. říjen 1959    | 05 m 10s | Aerodynamický test kapsle                       |
| Little Joe 1A | 4. listopad 1959 | 08 m 11s | Test únikového systému při letu                 |
| Little Joe 2  | 4. prosinec 1959 | 11 m 06s | Opice Sam vynesena do výšky 85 km               |
| Little Joe 1B | 21. leden 1960   | 08 m 35s | Opice Miss Sam vynesena do výšky 15 km          |
| Little Joe 5  | 8. listopad 1960 | 02 m 22s | První test konečné podoby kosmické lodi Mercury |
| Little Joe 5A | 18. březen 1961  | 23 m 48s | Test únikového systému za nejhorších podmínek   |
| Little Joe 5B | 28. duben 1961   | 05 m 25s | Test únikového systému za nejhorších podmínek   |